# 根本分裂
根本分裂（こんぽんぶんれつ）とは、仏教教団において、釈迦の死後100年頃、第二回結集の後、それまで1つであった弟子たちの集団が、大衆部と上座部の2つの教団に分裂した出来事のことである。これが起きた時代は、『婆沙論』によればアショーカの時代とされ、マハーワンサによればカーラーショーカ王の時代とされている。

## 原因
分裂の原因については南・北両伝で大きな相違がある。今となってはどちらの説が正しく事件の様相を伝えているのかは明確ではないが、南伝北伝ともに「上座部」に属するグループが伝えた説であることを知っておくべきであろう。

### 南伝
南伝の『島史』（ディーパワンサ、dīpavaṃsa）、『大史』（マハーワンサ、mahāvaṃsa）によると、ヴァイシャリーのヴァッジ族の比丘が唱えた十事の問題が分裂の原因である。十事とは、従来の戒律（教団の規則）を緩和した十の除外例であり、この中に「金銀を扱ってもよい」という条項が入っていた。ところが、実際に托鉢などに出ると食事だけでなく金銭を布施されることがあり、この布施を認めるかどうかが大きな問題となった。これを認める現実派は、多人数であったので「大衆部」と呼ばれ、この除外例を認めない厳格なグループは少人数で長老上座が多かったので「上座部」と名づけられた。上座部ではこの十事を非法と定めたことから、これを十事非法（じゅうじのひほう）という。
ただし有部の記録によれば、問題になったが収まったとされ、分裂の原因とはされていない。スリランカの大寺派の記録によると、分裂の原因だったとされている。

### 北伝
北伝の『異部宗輪論』では、大天（だいてん、 マハーデーヴァ、Mahādeva）の唱えた五事の問題が原因であったという。五事とは、修行者の達する究極の境地である阿羅漢（アルハット、arhat）の内容を低くみなす5つの見解のことである。この五事を認めたのが「大衆部」となり、反対したのが「上座部」となった。これをいわゆる大天五事（だいてんのごじ）という。

### 学説
仏教学者の中村元は、根本分裂の原因としては、南方所伝の十事問題説が正しく、北方所伝の五事新説は、のちの大衆部から分裂した制多山部の祖である同名の「大天」の言行が拡大投影されたものではないかと述べている。また十事によって、すぐに分裂が起こったのではなく、しだいに上座部と大衆部が対立するようになり分裂したとも述べている。

## 枝末分裂
その後、100年頃には、北伝所説では20の部派が成立する。これを枝末分裂（しまつぶんれつ）という。
これが起きた年代も、大寺派の主張と、有部の主張では異なっており、大寺派の主張であるマハーワンサに従えば、アショーカが統治した時代には既に枝末分裂が終わっていた事になる。一方で有部の主張（婆沙論）によれば、アショーカ時代に、やっと根本分裂が起こった事になる。